# Josep Bargalló
Josep Bargalló i Valls (Torredembarra, provincia de Tarragona, 3 de octubre de 1958) es un político español. Fue Consejero de Educación de la Generalidad de Cataluña desde diciembre de 2003 hasta febrero de 2004, cuando fue nombrado Conseller en Cap (una suerte de Vicepresidente de la Generalidad), cargo que se conoce como Consejero Primero desde el 17 de marzo de 2005.
Licenciado en Filología Catalana por la Universidad de Barcelona, se afilió a Esquerra Republicana de Catalunya en 1995.
Ha sido diputado en el Parlamento de Cataluña por esta formación desde 1995 hasta 2003. En la última legislatura fue portavoz adjunto del grupo de ERC.
Entre otros cargos institucionales, ha sido primer teniente de alcalde del Ayuntamiento de Torredembarra (1999-2003) y, durante el segundo semestre de 2003, vicepresidente del Consejo Comarcal de la comarca Tarraconense. Ha sido director del Instituto Ramon Llull.